# Frente de Liberación Mutante
El Frente de Liberación Mutante (Mutant Liberation Front) o FLM (MLF) es un grupo ficticio de supervillanos que aparece en los cómics estadounidenses publicados por Marvel Comics. El grupo ha sido descrito principalmente como enemigos de Fuerza-X. Creado por la escritora Louise Simonson y el artista Rob Liefeld, el Frente de Liberación Mutante apareció por primera vez en The New Mutants # 86 (febrero de 1990).
El grupo Frente de Liberación Mutante estaba formado por jóvenes mutantes terroristas, formados bajo el mutante viajero del tiempo, Stryfe. Después de su aparente muerte, el grupo se reforma bajo Reignfire (Fuego Reinante).

## Biografía ficticia
El Frente de Liberación Mutante fue fundado por el psicópata mutante viajero del tiempo Stryfe. Estaba integrado principalmente por jóvenes mutantes anarquistas. Stryfe fundó el grupo en algún momento después de entrar al siglo XX (de alrededor de 2.000 años en el futuro). Se hallaban reunidos probable como una herramienta mientras Stryfe creaba su plan maestro, que ejecutó en X-Cutioner's Song. El tamaño exacto de la organización es desconocida, pero logró tener varias bases avanzadas en todo el mundo, y emplea un número de guardias presumiblemente humanos.
Su primera misión, fue rescatar a Rusty Collins y Skids (Desliza), dos jóvenes mutantes que habían sido capturados por el gobierno. El equipo combatió a los Nuevos Mutantes y a su nuevo líder, Cable, archienemigo de Stryfe. Rusty y Skids se integraron al grupo debido a los dispositivos de control de Stryfe implantada en ellos. Nunca se ha indicado que cualquiera de los otros miembros tuviera implantes similares.
Más adelante, el equipo viajó a Madripur, donde llevaron a cabo un plan para envenenar el agua de las principales ciudades del mundo. En esta ocasión, fueron combatidos de nuevo por Cable, los Nuevos Mutantes, Wolverine/Lobezno y Fuego Solar.
Cuando los Nuevos Mutantes se convirtieron en Fuerza-X, atacaron la base antártica del FLM, que fue autodestruída por Stryfe a modo de protección.
Más tarde, el FLM atacó una clínica en los Estados Unidos, luego de liberar a los Nasty Boys (Chicos Malos) Hairbag (Pelugo) y Slab (Tajada). En esa ocasión, fueron combatidos por X-Factor.
Más tarde, el FLM combatió en Canadá a Kane (Arma X II). Durante un posterior combate contra Cable, Sumo, uno de los integrantes del grupo, fue asesinado.
Poco después, durante la saga X-Cutioner's Song, la base del FLM en Arizona, fue invadida por los X-Men, X-Factor y Fuerza-X. Como consecuencia, el grupo fue desmantelado, aunque Rogue/Pícara, Gambito y Quicksilver/Mercurio, quedaron gravemente heridos.
Más tarde, cuatro de los miembros encarcelados (Wildside, Reaper, Forearm y Tempo), fueron liberados y contratado por un misterioso villano llamado Reignfire, que se creía que era una versión futurista de Sunspot/Mancha Solar. A este nuevo equipo se anexaron Locus, y las antiguas heroínas Danielle Moonstar (encubierta en nombre de S.H.I.E.L.D.) y Feral/Feroz.
Con la caída de Reingfire, el equipo fue dirigido por Wildside, y unieron fuerzas con Cable para combatir a la Operación: Cero Tolerancia.
Una encarnación más reciente apareció dirigida de nuevo por Stryfe (que era en realidad una versión alternativa de Domino). Esta encarnación auxilio a Fuerza-X a combatir a Skornn.
Recientemente, el grupo extremista Humanity's Last Stand, creó un Frente de Liberación Mutante como sus agentes. El equipo eran humanos normales alterados con medicamentos o trajes para darles superpoderes y fueron utilizados para difamar mutantes. Ellos fueron capaces de producir duplicados de sí mismos si en miembro caía.

## Miembros

### Primer equipo
Apareciendo por primera vez en New Mutants # 86, la encarnación original eran peones de Stryfe y fueron forzados o engañados para que le sirvieran por una variedad de razones.
- Rusty Collins (Russell Collins) - Capaz de generar incendios de su cuerpo, preferiblemente sus puños. Asesinado cuando fue drenado por el Holocausto.
- Dragonesa (Tamara Kurtz): Utiliza energía almacenada en su cuerpo para crear ráfagas punzantes o crear llamas en la atmósfera. A veces usa alas robóticas de dragón y un jet pack para volar. Conservó sus poderes después del "Día-M". Actualmente reside en Utopía, ayudando a los mutantes a escapar del Reinado Oscuro de Norman Osborn, pero fue herida en la batalla.
- Forearm / Brazos (Michael McCain): Tamaño, fuerza, resistencia y robustez superhumana, así como dos brazos adicionales, y el intelecto genio-nivel. Estrangulado a muerte por Anaconda en el torneo sangriento de Madripoor.
- Kamikaze (Haruo Tsuburaya): Capaz de excitar las moléculas de todo lo que toca para crear explosiones violentas; vuelo. Actualmente fallecido. Accidentalmente decapitado por Arcángel.
- Reaper / Segador (Pantu Hurageb): Emite una fuerza de ruptura neural, la cual, cuando se enfoca a través de su guadaña, puede causar parálisis. Accidentalmente su mente fue limpiada por Cable.[12] Poderes perdidos en el "Día-M";Miembro de X-Cell.
- Skids / Desliza (Sally Blevins): Capaz de generar un campo de fuerza alrededor de su cuerpo que elimina el impacto físico, absorbe energía y contrarresta la fricción, lo que le permite deslizarse por las superficies. Actualmente una agente de S.H.I.E.L.D.
- Strobe / Estrobos (Juliana Worthing) - Emite un aura de intenso calor, que puede derretir objetos, concentrar la energía en rayos de calor, o utilizar corrientes ascendentes térmicas para volar. Poderes perdidos en el "Día-M".
- Stryfe / Dyscordia (Nathan Summers) - Tiene capacidades telepáticas y telequinéticas. Clon de Cable de Fuerza-X. Resucitado una vez más y visto por última vez se teletransportó después de ser derrotado por el equipo combinado de las versiones rivales de Cable y Tormenta de Fuerza-X después de que intentó y no corrompiera a Hope Summers para que se convirtiera en un malvado.
- Sumo (Jun Tenta): una contraparte japonesa de Blob que también posee súper tamaño, fuerza, resistencia, inmovilidad e invulnerabilidad. Asesinado cuando fue disparado en la cabeza por Cable con armamento especial.
- Tempo (Heather Tucker): Capaz de manipular el flujo del tiempo en un área determinada, lo que permite acelerar o ralentizar el movimiento de los objetos, así como el vuelo natural. Muerta cuando fue derribada por un tanque durante la historia de" Age of X ".
- Thumbelina / Pulgarcita (Kristina Suggs): Capaz de reducir su tamaño a tamaños minúsculos mientras que proporcionalmente aumenta su potencia y densidad. Hermana de Slab de los Nasty Boys
- Wildside / Salvaje (Richard Gill): Capaz de distorsionar los sentidos de sus oponentes, sin embargo, rara vez utiliza sus poderes. El prefiere mutilar y matar a sus víctimas con sus manos. Accidentalmente borrado de la mente por Cable.[12] Sin poderes en el "Día-M".
- Zero / Cero (Unidad de módulo de actualización de amortiguación de energía ambiental cero o Unidad de ADAM cero) -  Un androide silencioso que Stryfe trajo con él desde el futuro. Es capaz de teletransportarse de forma avanzada y es el principal medio de transporte del grupo. El androide Zero más tarde apareció inerte.[13] Se creía destruido,[14] pero se reveló que sobrevivió.[15]

### Segundo equipo
La siguiente encarnación apareció en X-Force # 26, con Danielle Moonstar desertando. Este equipo, que también estaba formado por Dragonesa, Forearm, Tempo y Wildside, fue organizado originalmente por Reignfire, pero tenía a Moonstar y Wildside como su líder en un momento u otro.
- Feral / Feroz (Maria Callasantos): Dientes y garras afilados, una cola prensil y columna vertebral flexible, sentidos de tipo animal, fuerza, velocidad, agilidad, flexibilidad, reflejos y resistencia superhumana. Poderes perdidos en el "Día-M". Asesinada (y parcialmente devorada) por Sabretooth.
- Locus (Rayna Piper) - Puede teletransportarse a sí misma y a otras personas, pero solo a lugares en los que ha estado. Vuelo y la capacidad de disparar explosiones de energía. Asesinada por Sabretooth.
- Moonstar (Danielle Moonstar): Actúa como una agente encubierta de S.H.I.E.L.D. Puede lanzar ilusiones de base empática y concentra su energía psíquica en forma de flechas que pueden causar un trauma psíquico grave en sus víctimas. Sin poderes en el "Día-M". Residente actual de Utopía. Sus poderes son concedidos del Valquiria por Hela.
- Reignfire / Fuego Reinante: Absorbe la energía solar, la metaboliza y la usa para aumentar su fuerza física, proyecta una explosión pirocinética de calor y fuego, y la utiliza para volar. Forma de vida protoplasmática modelada después de Sunspot. Originalmente pensado para ser realmente una versión futura de Sunspot. Aplastado por un Golem celestial.

### Tercer equipo
Una encarnación más reciente apareció nuevamente dirigida por Stryfe, que de hecho era una versión alternativa de Domino. Aparecieron en X-Force vol. 2 # 4, y se opuso a Skornn. Forearm, Thumbelina y Zero se habían unido al equipo.
- Bala de Cañón (Samuel Guthrie): Produce energía termoquímica y, cuando la expulsa, lo impulsa a través del aire. Esto también forma un campo de explosión, dándole gran durabilidad. Actualmente un vengador.
- Jon Spectre: Podría hacer intangible su cuerpo. De un futuro en el que los mutantes, los humanos y Apocalipsis lucharon entre sí. Poderes perdidos en el "Día-M".
- Stryfe II (Neena Thurman): se cree que tiene los mismos poderes de manipulación de probabilidad que su contraparte de la Tierra-616.

### Cuarto equipo
En el relanzado título de Uncanny X-Men, descubrimos que el MLF se reúne en Wildside y Dragonesa, junto con un Fourarm de regreso de la muerte y un Stobe reutilizado. El FLM también tiene un nuevo miembro: Samurai, un nuevo personaje.

### Miembro asociado
- Selby: capacidad para descifrar y reescribir instintivamente programas informáticos. Se desconoce su paradero actual.

### Última Batalla de la Humanidad
En Punisher vol. 3 # 12, el equipo de la Última Batalla de la Humanidad creó un Frente de Liberación Mutante como sus agentes. El equipo estaba formado por humanos normales que recibían medicamentos o disfraces para empoderarlos y se usaban para difamar a los mutantes. Pudieron producir duplicados de un agente cuando uno fue asesinado. Todos sus trajes estaban equipados con dispositivos de teletransportación.
- Blast Furnace: un robot que pretendía ser un mutante. Resistente a los ataques físicos y de energía debido a su armadura. Podía disparar fuego desde sus muñecas y boca.
- Blindspot / Punto Ciego (Kylie Kopeikin) - Proyección de intensos destellos de luz de sus manos. Asesinado por Simon Trask.
- Burnout (Kristine Calverly & Megan O'Toole) - Drogas a las que se le otorga un súper velocidad. Calverly se quemó cuando se le negó más de la droga. O'Toole asumió el rol en el equipo, pero probablemente fue asesinado cuando Trask hizo explotar el complejo.
- Corpus Delecti (Michael Black & Adam Fisher) - Black fue un cadáver re-animado con mayor fuerza. Tenía un campo de energía personal que sorprendió a cualquiera que entrara en contacto con él. Black fue asesinado por Blastfurnace. La conciencia de Black fue transferida al cuerpo de Fisher. Fisher fue asesinado por el Punisher.
- Deadeye / Ojo de Muerte (Mark Randall & Jay Burnell) - Traje de combate que disparó ráfagas de energía desde su ojo izquierdo. Usado pequeños drones robóticos para localizar enemigos. Después de que mataron a Randall, Burnell se convirtió en el nuevo Deadeye. Burnell fue asesinado más tarde por el Punisher.
- Thermal / Termal (Molly Peterson) - Explosiones de calor y frío extremos. Se desconoce su paradero actual.

## Otras versiones
En la historia de Ultimate Marvel, Ultimate X-Men # 81, un mutante de tres caras sin nombre se identifica a sí mismo como miembro del Frente de Liberación de Mutantes, un grupo de supremacistas mutantes, y es asesinado por un Centinela. Desde entonces, se han convertido en una parte importante del arco de la historia de los Centinelas, donde están liderados por la versión definitiva de Stryfe, Pyro, Wolfsbane y Zero también son miembros.

## En otros medios
El equipo de supervillanos se menciona por nombre en la serie de televisión derivada de la franquicia, The Gifted, durante el segundo episodio titulado "rX".